# Flavio Giuseppe
Tito Flavio Giuseppe, (in latino Titus Flavius Iosephus) nato Yosef ben Matityahu (AFI: jo'sɛf bɛn matit'jahu, in ebraico יוסף בן מתתיהו‎?; Gerusalemme, 37-38 circa – Roma, 100 circa), è stato uno scrittore, storico e militare ebreo antico con cittadinanza romana.
Conosciuto anche come Flavio Giuseppe, Giuseppe Flavio o semplicemente Giuseppe, scrisse le sue opere in greco.
Caso raro nel panorama della letteratura classica, il corpus delle opere di Giuseppe, comprendente tra le altre le opere Antichità giudaiche e Guerra giudaica, si è salvato quasi interamente. La motivazione va ricercata nella grande attenzione che Giuseppe ricevette da parte degli storici cristiani tardoantichi, dovuta al fatto che Giuseppe, ebreo convertito al paganesimo, trattò nelle sue opere fatti di fondamentale importanza per il cristianesimo delle origini, tra cui la prima guerra giudaica e la distruzione del secondo tempio di Gerusalemme a opera del generale e futuro imperatore Tito. 
Giuseppe inoltre è il primo scrittore non cristiano a citare Gesù nel celeberrimo Testimonium Flavianum che, per quanto filologicamente molto controverso, nel IV secolo d.C. si prestava certamente a grandi strumentalizzazioni all'interno delle dispute teologiche allora in corso. Coloro che trascrissero le sue opere in tale periodo le cristianizzarono distorcendone il significato originale; l'esempio più interessante è sicuramente quello dello Pseudo-Egesippo, che riadattò la Guerra Giudaica di Giuseppe con notevoli interpolazioni anti-giudaiche e filo-cristiane.

## Biografia
Le notizie sulla vita di Flavio Giuseppe sono desunte dalla sua Vita. Il suo nome ebraico era Yosef ben Matityahu ("Giuseppe figlio di Mattia"); il nome latino Titus Flavius Iosephus fu da lui assunto in seguito, al momento dell'affrancamento e conseguente conferimento della cittadinanza romana da parte dell'imperatore Tito Flavio Vespasiano.
Nato a Gerusalemme, nella Giudea romana, tra il 37 ed il 38 circa, nel primo anno di regno dell'imperatore Caligola, da una famiglia della nobiltà sacerdotale israelita, imparentata con la dinastia degli Asmonei, Giuseppe ricevette una educazione tradizionale ebraica con un forte influsso della cultura greca e latina. In gioventù assunse posizioni politiche molto vicine al movimento dei farisei, molto osservante della Torah, ma ostile ai nazionalisti ebrei ed in particolare agli zeloti. Tra il 63 e il 65, durante il periodo del grande incendio di Roma (sebbene non ne abbia mai fatto cenno), si recò nell'Urbe, dove fu ospite alla corte di Poppea rimanendo impressionato dalla potenza militare e dal tenore di vita dei Romani.
Durante la prima guerra giudaica, iniziata nel 66, fu nominato capo militare delle forze ribelli in Galilea. Quando i ribelli, costretti dai Romani ad asserragliarsi a Iotapata, si resero conto dell'imminente sconfitta, pensarono subito al suicidio, pur di non cadere prigionieri nelle mani del nemico, ma Giuseppe li convinse dell'immoralità di tale gesto e propose in alternativa la possibilità che, a turno, ognuno di loro togliesse la vita all'altro; con un particolare e complesso stratagemma (conosciuto oggi in ambito matematico come il Problema di Giuseppe) riguardante l'ordine di questo ciclo di morti, riuscì a fare in modo da restare l'ultima persona in vita del gruppo di ribelli e, invece di uccidersi, si consegnò spontaneamente ai Romani. Durante l'incontro con il comandante delle forze romane in battaglia, Tito Flavio Vespasiano, Giuseppe gli predisse che sarebbe diventato imperatore:
(Svetonio, Vita di Vespasiano, 5)

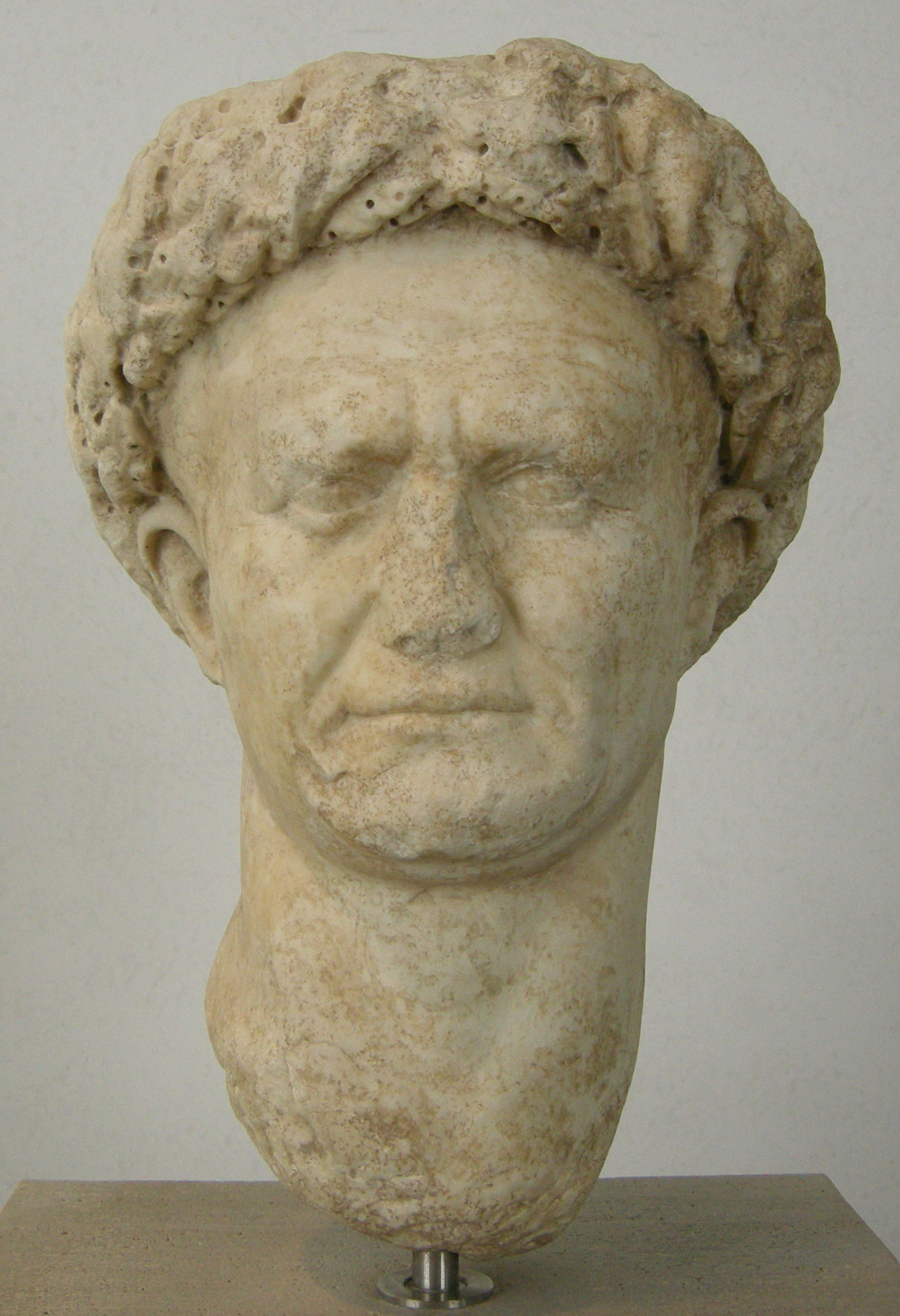
Busto di Vespasiano con corona di alloro.

Quando Vespasiano dispose di mettere Giuseppe sotto custodia con ogni attenzione, volendo inviarlo subito dopo a Nerone, il prigioniero dichiarò che aveva da fare un annuncio importante allo stesso Vespasiano, di persona ed a quattr'occhi. Dopo che il comandante romano ebbe allontanato tutti gli altri tranne il figlio Tito e due amici, Giuseppe gli parlò:
(Giuseppe Flavio, La guerra giudaica, III, 8.9.400-402)
Sul momento Vespasiano rimase incredulo, pensando che Giuseppe lo stesse adulando per aver salva la vita, ma poi, sapendo che anche in altre circostanze Giuseppe aveva fatto predizioni esatte, fu indotto a ritenere che ciò che gli aveva annunciato fosse vero, avendo egli stesso in passato pensato al potere imperiale e ricevendo altri segnali che gli presagivano il principato. Alla fine non mise in libertà Giuseppe, ma gli donò una veste ed altri oggetti di pregio, trattandolo con ogni riguardo anche per le simpatie del figlio Tito.
L'anno successivo (69 d.C.), quando Vespasiano fu acclamato imperatore dalle truppe di Giudea, Siria, Egitto, Mesia e Pannonia, ora che la fortuna era dalla sua parte e assecondava tutti i suoi desideri, rifletté sul giusto destino di essere stato fatto signore del mondo. Fra i molti presagi ricevuti da ogni parte a predirgli l'impero, si ricordò delle parole di Giuseppe, che aveva avuto il coraggio di chiamarlo imperatore quando Nerone era ancora in vita. Sapendo che Giuseppe era ancora in prigione, convocò Muciano assieme ad altri generali e amici e, dopo aver ricordato loro la sua perizia militare nell'assedio di Iotapata, accennò alle predizioni di Giuseppe, che al momento aveva sottovalutato, ma che nei fatti risultarono verificate, cosicché sembrò che fossero di origine divina.
(Giuseppe Flavio, La guerra giudaica, IV, 10.7.626)
Detto ciò, fece condurre Giuseppe al suo cospetto e diede ordine di togliergli i ceppi. Tito, che stava assistendo alla scena a fianco del padre, gli suggerì:
(Giuseppe Flavio, La guerra giudaica, IV, 10.7.628)
Vespasiano accolse la richiesta del figlio e la catena venne spezzata a colpi di scure. Così Giuseppe, ricevuta la libertà, poté godere del credito di profeta e si legò alla famiglia del princeps, cambiando il suo nome in Flavio Giuseppe.
Flavio Giuseppe venne usato dai romani a fini propagandistici, per convincere i ribelli ad arrendersi. Trascorse il resto della sua vita a Roma, scrivendo opere che avevano un carattere filo-romano, ma che spiegavano ai lettori anche la storia e le credenze degli ebrei. I suoi scritti sono estremamente importanti dal punto di vista storico, poiché sono la principale fonte di informazioni che abbiamo sulla Giudea del I secolo. Morì intorno all'anno 100.
Mentre gran parte degli ebrei contemporanei considerarono Flavio Giuseppe come un traditore e apostata, taluni ritengono che egli, in un periodo nel quale le forze esterne minacciavano la totale distruzione del monoteismo ebraico, abbia perseguito con lucidità il fine della sua conservazione, al prezzo di compromessi con il mondo vincente alessandrino-romano.

## Opere

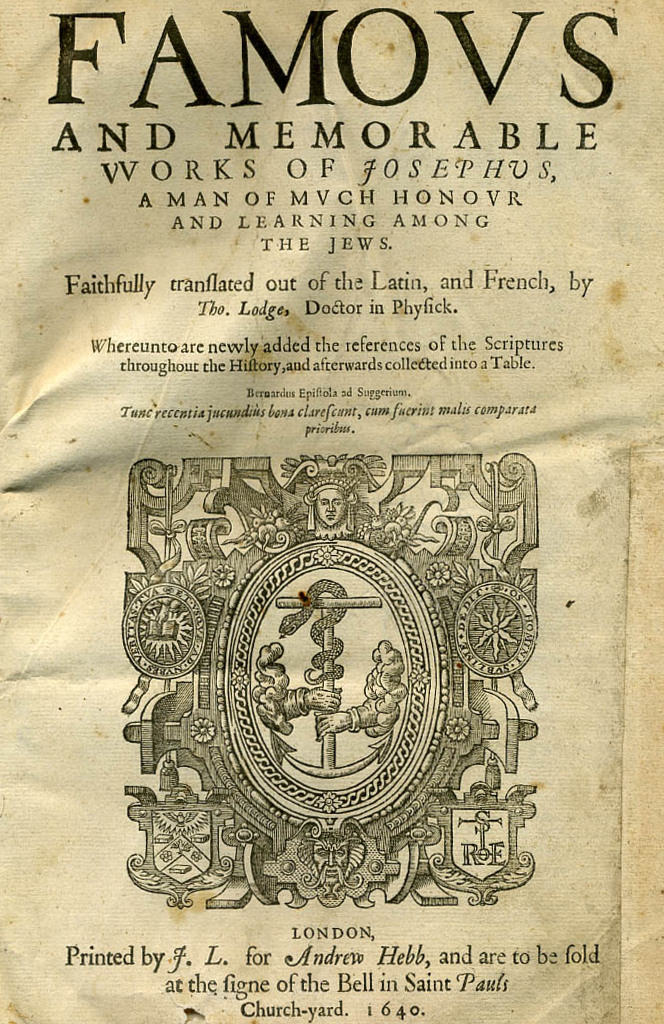
Una edizione in inglese del 1640 delle opere di Flavio Giuseppe tradotte da Thomas Lodge.

### Antichità giudaiche
In Antichità giudaiche Flavio Giuseppe racconta la storia del popolo ebraico dalle origini fino all'epoca immediatamente precedente la guerra giudaica del 66-70. Quest'opera contiene preziose notizie relative ai movimenti religiosi del giudaismo del I secolo, come gli Esseni, i Farisei e gli Zeloti.
Essa contiene anche il cosiddetto Testimonium flavianum, ovvero un breve passo nel Libro XVIII che menziona la predicazione e la morte di Gesù, confermando sostanzialmente il resoconto dei Vangeli. Benché questo passo sia stato considerato in passato da alcuni storici, tra i quali E. Schürer e H. Chadwick, in tutto o in parte, una falsificazione inserita in epoca cristiana, la maggioranza degli studiosi odierni ritiene che Giuseppe Flavio abbia effettivamente menzionato Gesù in tale passo, al quale furono poi aggiunti ulteriori dettagli da un interpolatore cristiano. Uno studio del 1971 di Shlomo Pines dell'Università Ebraica di Gerusalemme su un codice arabo del X secolo sembra confermare che si tratti di un riferimento al Gesù Cristo dei Vangeli.
Un ulteriore riferimento a Gesù è poi presente nel Libro XX, dove Giuseppe Flavio afferma che Giacomo il Giusto (il fratello di Gesù) fu condannato a morte dal Sinedrio su ordine del Sommo Sacerdote Anano in seguito alla morte del procuratore Porcio Festo. L'ordine di Anano costituiva una violazione della legge romana e provocò l'ira del nuovo procuratore Lucceio Albino e di re Erode Agrippa II, che destituì il Sommo Sacerdote.
Giuseppe Flavio scandì gli annali giudaici con i nominativi dei Sommi Sacerdoti del Tempio (in carica uno per anno), così come lo storico Cornelio Tacito fece con i nomi dei Consoli per le sue opere sulla Storia di Roma. Nelle "Antichità Giudaiche" vengono puntualmente riportate tutte le nomine e sostituzioni dei Sommi Sacerdoti del Tempio, ad eccezione del periodo compreso fra il 19 e il 36 d.C.: riportano tuttavia, nel libro XVIII, che Anna e Caifa furono in carica dal 6 al 15 e dal 18 al 36 d.C., molto più a lungo di un anno, così come nei Vangeli).

### Guerra giudaica

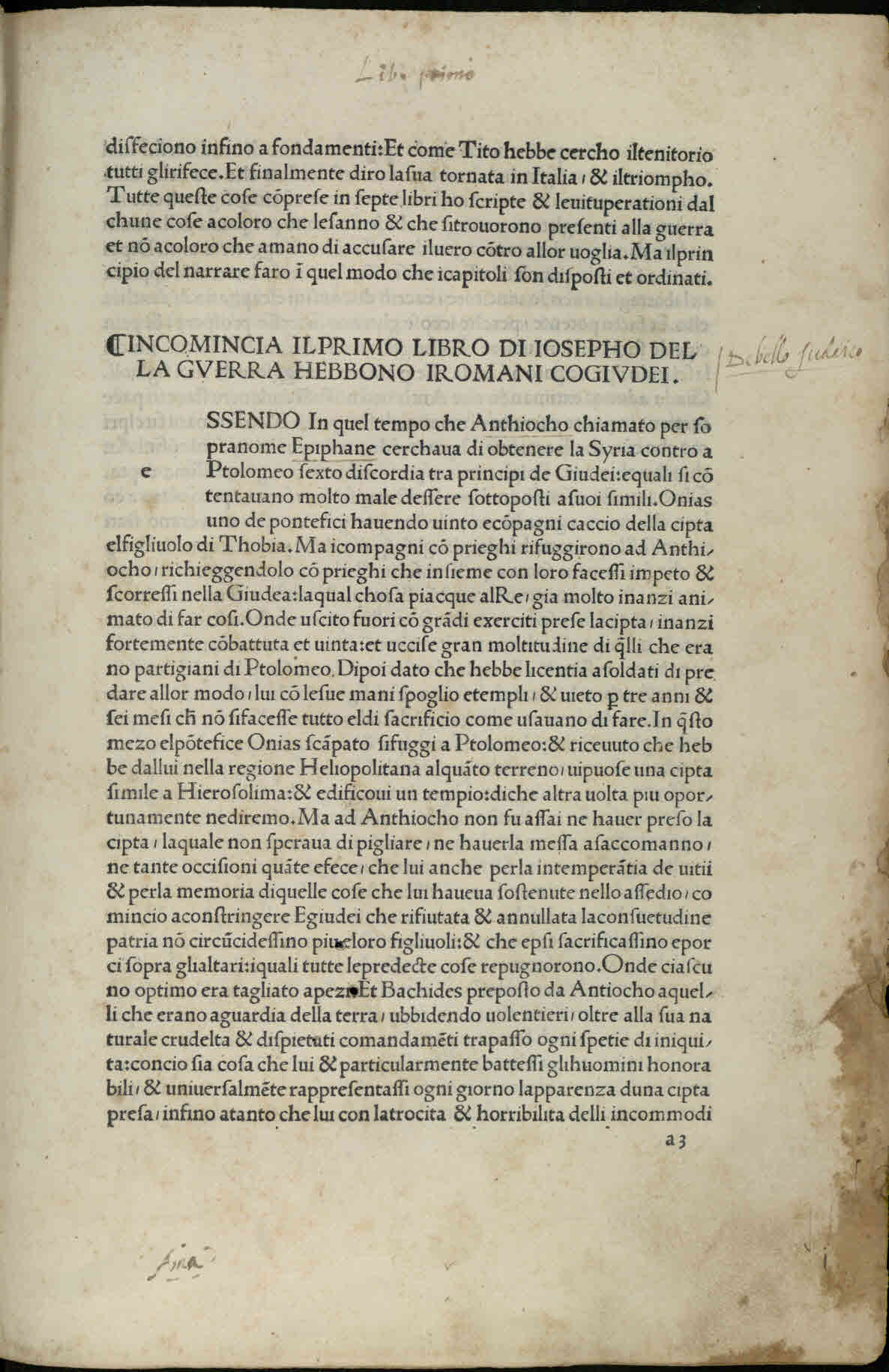
De bello Iudaico, Firenze, Bartolomeo de’Libri, 6 luglio 1493. Prima edizione italiana dell’opera. Traduzione anonima.

Nella Guerra giudaica Flavio Giuseppe racconta lo svolgersi della rivolta contro i Romani scoppiata nel 66 e repressa nel 70 (ma alcuni focolai di resistenza durarono ancora per i due-tre anni successivi) dalle legioni comandate da Vespasiano e da suo figlio Tito.
Flavio Giuseppe sostenne che la rivolta era opera di una piccola banda di zeloti e non, come generalmente si riteneva, una insurrezione popolare. Tuttavia, a causa della presunta volontà di attirarsi i favori dei Romani scrivendo testi ad essi favorevoli, oggi gli Ebrei non riconoscono validità storica ai suoi scritti (che tendevano anche a celare le sue responsabilità nell'insuccesso militare). Emerge dai suoi scritti anche una evidente ammirazione per l'Impero romano, il nemico che aveva sconfitto il suo popolo:
(Giuseppe Flavio, Guerra giudaica, III, 5.7.107.)
Descrisse anche gli ultimi giorni della fortezza ebraica di Masada, dove la maggior parte di coloro che la stavano difendendo si suicidò.
Lo zelo filo-romano dell'opera provocò una dura reazione da parte dello storico rivale Giusto di Tiberiade, il quale scrisse a sua volta una Storia della Guerra Giudaica, nella quale criticava duramente l'operato di Giuseppe Flavio. A tali critiche egli rispose nella sua opera autobiografica Vita, nella quale accusò Giusto di essere un sovversivo alleato degli zeloti ed un cattivo suddito dell'Impero, ironicamente confermando la sua subordinazione a Roma.

### Altre opere
Nei due libri Contro Apione, un grammatico alessandrino che aveva scritto contro gli ebrei, riprese i motivi tradizionali dell'apologetica giudaica sull'antichità e sulla superiorità degli ebrei rispetto ai greci.
Giuseppe scrisse anche un'Autobiografia, nella quale difendeva la sua reputazione nei confronti dei correligionari ebrei, che lo consideravano un traditore.

Coerente con le Antichità Giudaiche:

(Antichità Giudaiche, Libro XX, 247)
in cui mostra la sua opinione per le famiglie sacerdotali diverse da quella Asmonea-Maccabea, nell'Autobiografia afferma la discendenza sia da parte di madre che di padre, enfatizzando che questa risale alla prima delle 24 famiglie sacerdotali (Ioarib).
(Bios 1,1-5)
Il brano non fornisce informazioni per ricostruire la discendenza da parte di madre, dagli Asmonei.
I due libri dei Maccabei ricostruiscono la genealogia dei sommi sacerdoti del periodo asmonìta, ma non fanno menzione di mogli ed eventuali figlie (con il consueto patronimico "bar"="figlio di"). Ciò accade sia per Gionata Maccabeo, che per i fratelli Giuda e Simone. Perciò, non vi sono elementi per verificare nel testo biblico se una figlia del sommo sacerdote Gionata fosse stata sposata a un antenato di Flavio Giuseppe.

## Controversie sulla figura di Giuseppe
Alcuni studiosi alternativi hanno avanzato l'ipotesi che il personaggio di Giuseppe di Arimatea, pur collocato in uno scenario storico diverso, sia basato in parte su Flavio Giuseppe. Basano l'ipotesi sul fatto che Giuseppe di Arimatea nel vangelo apocrifo di Barnaba è chiamato "Giuseppe di Barimatea", che sarebbe una storpiatura di Joseph bar Matityahu, il nome aramaico di Giuseppe Flavio, oltre che sulla contestata identificazione - ritenuta da essi errata - di Arimatea con Ramla. Questa ipotesi è basata anche sulla somiglianza tra alcuni brani dei Vangeli e un passo dell'Autobiografia di Giuseppe Flavio, che allude a un uomo crocifisso "sopravvissuto":
(Vangelo di Luca, 23,50-53)
(Flavio Giuseppe, Vita, 75.420-421)
Pierre Vidal-Naquet coniò il sintagma "bon usage de la trahison" (buon uso del tradimento) per comprendere il comportamento di Giuseppe Flavio quando evitò con uno stratagemma di togliersi la vita, venendo meno al giuramento fatto ai suoi commilitoni, per poi divenire un attivo collaboratore dell'Impero e impersonare così il prototipo dell'apostata della Nazione giudea: la tattica, sicuramente obliqua e opaca, si sarebbe rivelata nondimeno vincente, perché grazie ad essa Giuseppe, risparmiando la sua esistenza, riuscì nelle sue opere e soprattutto nella Guerra giudaica a magnificare la forza d'animo e il coraggio della sua stirpe e tramandare il ricordo del suicidio in massa degli eroici difensori dell'ultimo caposaldo della resistenza ebraica (Masada) contro le legioni di Vespasiano avvenuto nel 74 d. C..

## Edizioni italiane
- Delle Antichità Giudaiche, tradotte dal greco e illustrate con note dall'abate Francesco Angiolini piacentino, Firenze, 1840; ristampa anastatica, 2 voll., Brenner, Cosenza, 1995.
- Antichità giudaiche [Ioudaike Archaiologia, Antiquitates Iudaicae], a cura di Luigi Moraldi, Collana Classici delle Religioni, 2 voll., Torino, UTET, 1998, ISBN 978-88-02-05252-6. ; Collana Classici del pensiero n.33, UTET, 2006 - UTET, 2013 ISBN 978-88-418-9766-9.
- Autobiografia. Testo greco a fronte, traduzione di e note cura di Giorgio Jossa, M. D'Auria Editore, Napoli, 1992-1993, ISBN 978-88-7092-089-5.
- Autobiografia [Iosepou Bios, Vita], testo greco a fronte, introd. trad. e note a cura di Elvira Migliario, Milano, Mondadori, 1994.
- Autobiografia, Collana Classici greci e latini n.961, Milano, BUR, 1994, ISBN 978-88-17-16961-5. ; Fabbri Editori, Milano, 2001.
- Flavius Iosephus, De bello Iudaico, Impresso in Firenze, Bartolomeo de' Libri, 1493. URL consultato il 24 giugno 2015.
- La guerra giudaica. Volume I [Peri tou Ioudaikou polemou], a cura di Giovanni Vitucci, con testo a fronte, Fondazione Lorenzo Valla, Milano, Mondadori, 1974, ISBN 978-88-04-11824-4. ; Collana Biblioteca, Mondadori, Milano, 1982; Collana Biografie e Storia, Mondadori, Milano, 1991; Collana Oscar Classici n.347, Mondadori, Milano, 1995 ISBN 978-88-04-40688-4.
- La guerra giudaica. Volume II, a cura di Giovanni Vitucci, con testo a fronte, Fondazione Lorenzo Valla, Milano, Mondadori, 1977.
- Storia dei Giudei da Alessandro Magno a Nerone (libri XII-XX), introduzione, trad. e note di M. Simonetti, Collana i Meridiani. Classici dello Spirito, Milano, Mondadori, 2002, ISBN 978-88-04-50314-9.
- Contro Apione. Testo greco a fronte [Contra Apionem], a cura di Francesca Calabi, Genova, Marietti 1820, 2007, ISBN 978-88-211-6350-0.